# リザ・デル・ジョコンド
リザ・デル・ジョコンド（伊: Lisa del Giocondo、1479年6月15日 - 1542年7月15日 / 1551年頃）、またはリザ・ゲラルディーニ（伊: Lisa Gherardini）は、イタリアのフィレンツェとトスカーナの旧家であるゲラルディーニ家の女性。夫であるフランチェスコ・デル・ジョコンドがルネサンス盛期の画家レオナルド・ダ・ヴィンチに依頼して描かせた肖像画は、リザの名前から『モナ・リザ』と呼ばれている。
リザの生涯についてはあまり伝わっていない。フィレンツェで生まれ、後にフィレンツェの行政官となる絹布商人フランチェスコに10代で嫁いだ。5人の子供に恵まれ、平穏でごく普通の中流階級の暮らしを送ったと考えられている。リザは年長だったと思われる夫よりも長生きした。
リザの死後数世紀を経て、『モナ・リザ』は世界でもっとも有名な絵画作品となっていったが、モデルとなった実在の女性リザ・デル・ジョコンドの存在は忘れられていった。実在のリザとは無関係に、美術学者や美術愛好家によって『モナ・リザ』は世界的に有名なアイコンとなり、商業化されていったのである。しかしながら、2005年にリザこそが『モナ・リザ』のモデルだったということが決定的に証明された。

## 幼少期と家族
リザの出身家であるゲラルディーニ家は、もともとフィレンツェの旧家で貴族階級の家柄ではあったが、年代を経るとともにその勢いを失っていた。当時のゲラルディーニ家は、生活に不自由することはなかったがとりたてて裕福ということもなく、農地からあがる収入を生計にあてていた。当時のフィレンツェはヨーロッパでもっとも発展していた都市の一つで経済面でも成功を収めていたが、貧富の差が非常に大きな都市でもあった。
リザの父親であるアントンマリア・ディ・ノールド・ゲラルディーニは、1465年にリザ・ディ・ジョヴァンニ・フィリッポ・デ・カルドゥッチと結婚した。しかしながら最初の妻リザは出産時に死亡し、1473年に後妻に迎えたカテリーナ・ルチェッラも出産時に死去している。リザの母親はゲラルディーニが1476年に結婚した三人目の妻で、ピエラ・スピネッリの娘ルクレツィア・デル・カッチアである。当時のゲラルディーニ家は、キャンティ (en:Chianti) に、小麦、ワイン、オリーヴオイルを産出し、家畜も飼育できた6箇所の農地を所有、あるいは賃貸していたこともあった。
リザは1479年6月15日にフィレンツェのヴィア・マッジョ（マッジョ通り）で産まれたが、長年の間、ゲラルディーニ家の田舎の別荘のひとつであるグレーヴェ郊外のヴィッラ・ヴィニャマッジョ（ヴィニャマッジョ邸）で産まれたと考えられていた。リザという名前は父方の祖母の名前にちなんで名付けられている。リザは7人姉弟の長子で、後にジネヴラら3人の妹とジョヴァングアルベルト、フランチェスコ、ノールドの三人の弟が産まれた。
ゲラルディーニ一家はフィレンツェではサンタ・トリニタ教会 (en:Santa Trinita) 近くに住んでいたが、後にサント・スピリト教会 (en:Santo Spirito, Florence) 近くの借地へ引越している。これは、それまで住んでいた家が損壊し、その修繕費用を捻出することが不可能となったためではないかと考えられている。その後ゲラルディーニ一家は現在のヴィア・デイ・ペーピ（ペーピ通り）に引越し、さらにサンタ・クローチェ聖堂の近くへと居を移した。このとき近隣のヴィンチ村にはレオナルド・ダ・ヴィンチの父セル・ピエロ・ダ・ヴィンチが住んでいた。ゲラルディーニ一家は、フィレンツェからおよそ32キロ南にあるポッジョ村のサン・ドナートに小さな別荘を所有していた。リザの父方の祖父にあたるノールドは、死去する際にサンタ・マリーア・ヌオーヴァ病院にキアンティに所有していた農場を遺贈していた。この縁でゲラルディーニはこの病院が所有していた農地を借り、小麦を育てるために夏の間中一家そろってその農地のカディ・ペーサと呼ばれる家で過ごしていた。

## 結婚と後半生
1495年3月5日に当時15歳だったリザは、織物と絹の商人としてそれなりに成功していたフランチェスコ・ディ・バルトロメオ・ディ・ザノービ・デル・ジョコンドの3番目の妻として嫁いだ。このときのリザの持参金はフローリン金貨170枚と、ゲラルディーニ一家の故郷近くに所有していたサン・シルヴェストロの農場だった。この持参金は決して高額なものではなく、当時のゲラルディーニ家があまり裕福でなかったことと、持参金目当ての結婚ではなくリザとバルトロメオが愛し合っていたことを示唆していると考えられる。ゲラルディーニ家が所有していた、ポッジョ村のカステッリーナとサン・ドナートの間にあった2箇所の農地は、後にミケランジェロの所有となっている。
ジョコンド夫妻はフィレンツェでごく普通の中流階級の暮らしを送った。ゲラルディーニ家と比べるとジョコンド家のほうが裕福だったために、結婚によってリザの社会的地位が向上した可能性はある。一方で旧家ゲラルディーニの娘と結婚したことで、フランチェスコもなんらかの恩恵を被ったとも考えられる。結婚当初のジョコンド夫妻は共同賃貸住宅に住んでいたが、1503年にフランチェスコが一家の故郷ヴィア・デッラ・ストゥーファの生家近くに家を購入して移り住んだ。レオナルド・ダ・ヴィンチがリザの肖像を描き始めたのもこの年だと考えられている。

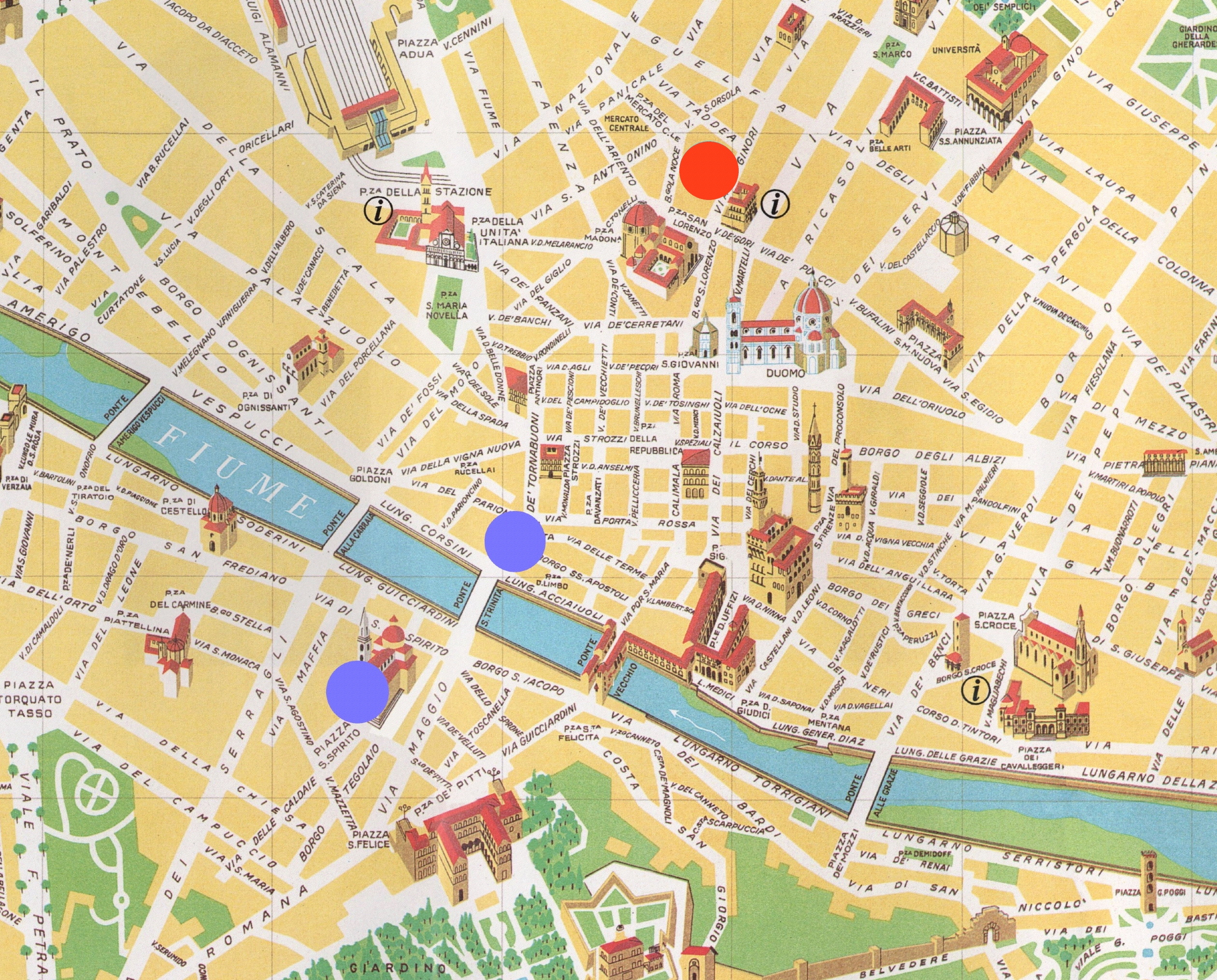
フィレンツェ中央部の地図。フランチェスコとリザはアルノ川の北1キロのヴィア・デッラ・ストゥーファ（赤）に住んでいた。リザの両親は川沿いの北側（紫）に住んでいたが、後に川沿いの南側（紫）へ居を移した

リザとフランチェスコは、ピエロ、カミーラ、アンドレア、ジョコンド、マリエッタという名前の5人の子供をもうけた。5人のうちの4人は1496年から1507年の間に産まれている この5人のほかに1499年に死去した幼女もいた。。フランチェスコには2番目の妻カミーラ・ディ・マリオット・ルチェッラとの間に息子バルトロメオがおり、リザは生後一年ほどで生母と死別したこのバルトロメオも自身が産んだ子供たちとともに育てあげた。また、リザの父ゲラルディーニの2番目の妻カテリーナ・ディ・マリオット・ルチェッラとフランチェスコの最初の妻は姉妹であり、二人の出身家であるルチェッラ家は名族として知られていた。
リザとフランチェスコの娘カミーラとマリエッタは、二人ともカトリックの修道女となった。カミーラはベアトリーチェという修道名を与えられてカファッジョのサン・ドミニコ女子修道院に入会し、祖父アントンマリアの妹である修道女アルビエラと母リザの妹である修道女カミーラ、アレッサンドラの世話を任せられている。しかしながら、修道女ベアトリーチェとなったカミーラは18歳で夭折し、フィレンツェのサンタ・マリア・ノヴェッラ教会に埋葬された。リザには当時のフィレンツェで高く崇敬されていた聖オルソラ女子修道院と交流があり、1521年に次女マリエッタをこの女子修道院に入会させることができた。修道女ルドヴィカとなったマリエッタは後に修道院の役職に就き、尊敬される修道女となっている。
リザの夫フランチェスコは後にフィレンツェの行政官に就任した。1499年に12人で構成される評議会（12人善人会 Dodici Buonomini ）の評議員となり、1512年にはフィレンツェの最高意思決定機関であるシニョリーアの一員に任命され、さらに1524年にはシニョリーア首座 (Priori )となっている。フランチェスコはフィレンツェの事実上の支配者だったメディチ家と、政治的あるいは経済的なつながりを持っていた。かつてはジョヴァンニ・ディ・ビッチ・デ・メディチ（1360年 - 1429年）が金融業で莫大な財産を築き、その息子コジモ（1389年 - 1464年）からコジモの孫のロレンツォ（1449年 - 1492年）まで、実質的にフィレンツェを支配していたメディチ家だったが、フランス王シャルル8世のイタリア侵攻に伴う政変でフィレンツェに共和制が成立し、1494年にフィレンツェから一族が追放されていた。しかしながら、1512年にスペインのハプスブルク家の後ろ盾を得たメディチ家がフィレンツェに帰還することを恐れたフィレンツェ共和政府は、メディチ家と関係があったフランチェスコを投獄し1,000フローリンの罰金を課した。最終的にフランチェスコはメディチ家が帰還し、ふたたびフィレンツェの支配権を確立した同年9月に釈放されている。
フランチェスコは1528年にペストのため死去した。その後リザも体調を崩し、聖オルソラ女子修道院で次女の修道女ルドヴィカにより看病されていたが、フランチェスコの死後から4年ほど経った1532年に63歳で死去したという記録がある。しかしながら、二人の生涯に関する学術的な記録のなかには、フランチェスコは1533年に80歳で死去、リザは少なくとも71歳か72歳となる1551年までは生存していたとするものも存在する。
フランチェスコの遺言に従って、1537年6月にリザに結婚時の持参金が返却されるとともに、衣装や宝飾品が遺産としてリザに贈られた。これらをリザに託すことによって、子女のルドヴィカとバルトロメオにリザの面倒をみさせようとしたのである。フランチェスコの遺言には「この遺言者（フランチェスコ自身をさす）は、愛する妻モナ・リザ（「私のリザ」の意）に心からの愛情と感謝を贈る。つねに気高く誠実に振舞ってくれたことに報いるためにも、今後彼女が必要とするものすべてを手にできることを望む……」と書かれていた。

## モナ・リザ

レオナルド・ダ・ヴィンチが描いた『モナ・リザ』（La Gioconda、La Joconde、Mona Lisa）、ルーヴル美術館（パリ）

当時の裕福だったフィレンツェ市民の多くと同様に、フランチェスコの一家も芸術を愛し、芸術家のパトロンとなった。フランチェスコの息子バルトロメオはアントニオ・ディ・ドニーノ・マッツィエリに、一家の墓所だったフィレンツェのサンティッシマ・アンヌンツィアータ教会 (en:Santissima Annunziata, Florence) にフレスコ画制作を依頼している。アンドレア・デル・サルトも、一家の依頼で聖母マリアを描いたことがある。フランチェスコはレオナルド・ダ・ヴィンチに妻リザの肖像画を、ドメニコ・プリーゴ (en:Domenico Puligo) にアッシジの聖フランチェスコをモチーフとした絵画をそれぞれ依頼した。フランチェスコは次男アンドレアの誕生と邸宅の購入を祝って、レオナルドにリザの肖像画制作を依頼したのである。
『モナ・リザ』は15世紀全般から16世紀初頭にかけて、女性美の極致を描いた作品だといわれていた。リザは貞節な妻を意味する、左手の上に右手を静かに重ねたポーズで描かれている。さらにレオナルドはリザを、おそらくは実物以上に身だしなみに気を使う富裕階級の女性として表現している。身にまとう暗色の衣服と黒いヴェールは、当時の最先端だったスペインの流行を取り入れたものであり、なかには乳児期に死亡した長女のために喪服を着用しているいう説を唱える研究者もいるが、この説は正しいとはいえない。77cm × 53cm という、当時の肖像画としては極めて大きな『モナ・リザ』は、この作品が非常に富裕な人物からの依頼で制作されたことを物語っている。この「浪費」は、フランチェスコとリザの社会的地位向上への憧れと見ることができる。

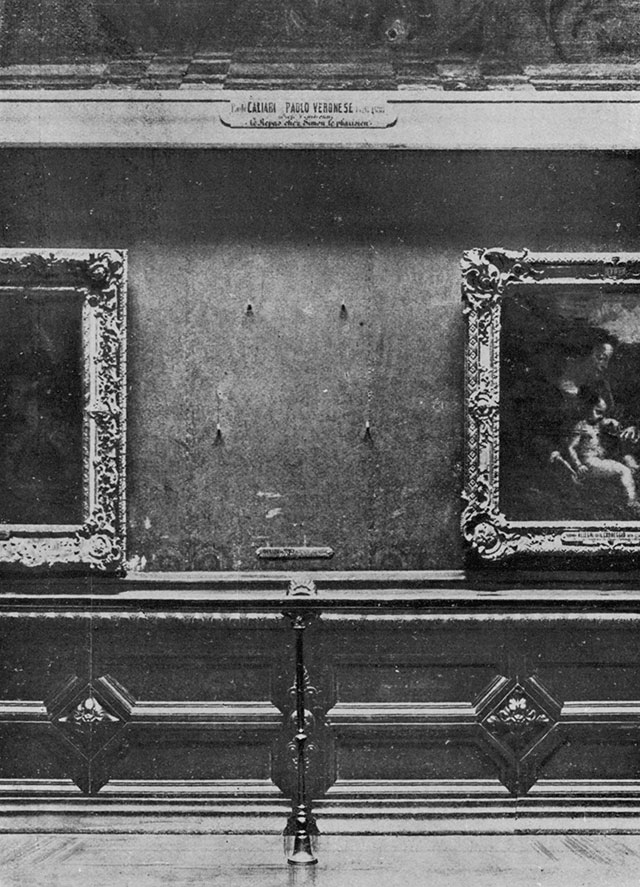
『モナ・リザ』は1911年にルーヴル美術館から盗まれている。この写真は盗まれた『モナ・リザ』がかけられていた場所で、ルーヴル美術館は『モナ・リザ』が戻ってくるまで、ここに他の絵画を飾ることはなかった。『モナ・リザ』は1960年代、1970年代にアジアと北米で公開され、さらなる偶像化と名声を得た

1503年の春ごろのレオナルドには収入がなかった。これはレオナルドが『モナ・リザ』の制作に没頭していたことにも原因の一端がある。しかしながらレオナルドは、この年の終わりにフィレンツェ共和政府からの絵画制作依頼を受け、1504年から政庁舎であるヴェッキオ宮殿「五百人の間」の壁画『アンギアーリの戦い』を描き始めた。『モナ・リザ』よりもはるかに高額な絵画制作依頼だったことと、1505年2月までに完成させるという契約だったためにレオナルドはこの壁画制作に時間をとられることになり、『モナ・リザ』の完成は遅れていったと考えられる。1506年の時点で、レオナルドは『モナ・リザ』の出来栄えに満足していなかった。レオナルドは制作代金を受け取っておらず、また『モナ・リザ』を依頼主フランチェスコに引き渡すこともなかった。その後『モナ・リザ』はイタリア諸都市を巡るレオナルドがつねに持ち歩き、制作開始から10年以上が経過した1516年ごろにフィレンツェで一応の完成を見たのではないかとされている。

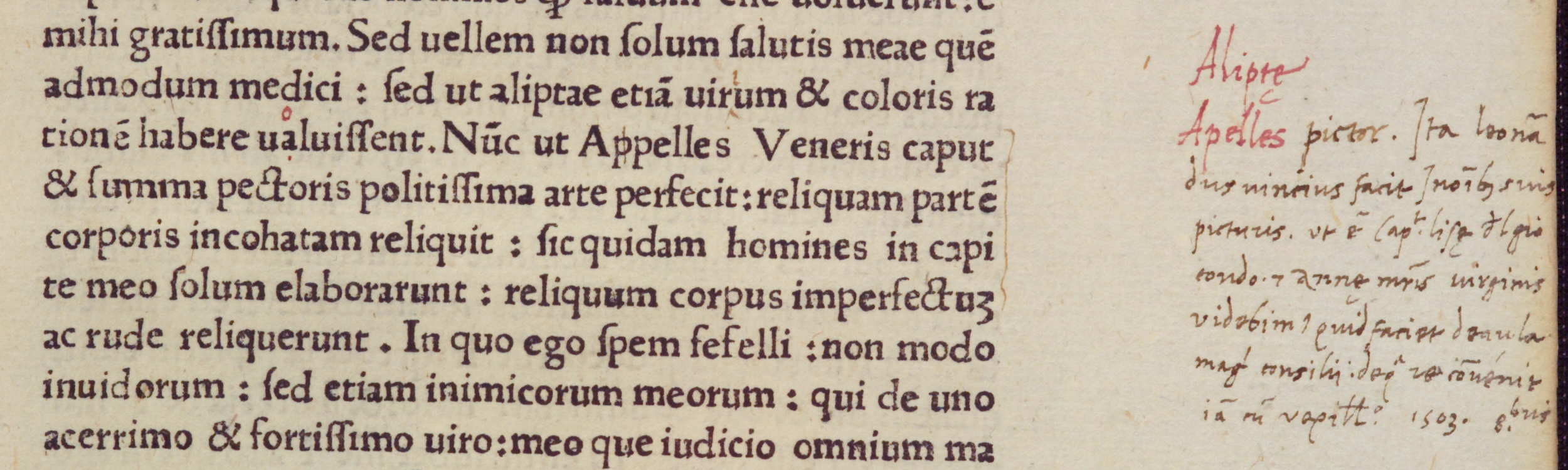
写本の余白にアゴスティーノ・ヴェスプッチが記したラテン語の書き込み。『モナ・リザ』のモデルがリザであることの証拠であると考えられている。

この作品の題名は1550年から確定していた。フランチェスコ一家の知人からの情報として、マニエリスム期のイタリア人画家、伝記作家ジョルジョ・ヴァザーリが著書『画家・彫刻家・建築家列伝』に「レオナルドはフランチェスコ。デル・ジョコンドから絵画制作を引き受けた。彼の妻モナ・リザの肖像画である (原文：Prese Lionardo a fare per Francesco del Giocondo il ritratto di mona Lisa sua moglie.)」としている。『モナ・リザ』は、イタリア語で『ラ・ジョコンダ (La Gioconda )』、フランス語で『ラ・ジョコンド (La Joconde )』と呼ばれており、これらの題名はリザの結婚後の姓からきたもので、さらには「陽気な」「幸福な」という意味にもとることができる。
ヴァザーリが著書に書いた「リザ」という名前が、レオナルドが描いたどの絵画を、モデルとなったどの人物を指しているのかという憶測が、少なくとも4点の絵画、10名の人物に対する様々な説を生むことになる。20世紀の終わりには『モナ・リザ』は、300点以上の絵画作品、毎週のように新しい広告に用いられて合計2,000点を超える広告作品に利用される、世界的に有名なアイコンとなっていた。
2005年にドイツのハイデルベルク大学図書館の専門家が大学の蔵書の余白部分に、『モナ・リザ』のモデルが昔からの伝承通りにリザ・デル・ジョコンドであるという証拠となるラテン語の書き込みを発見した。フィレンツェの役人だったアゴスティーノ・ヴェスプッチ (en:Agostino Vespucci) が1503年に記したもので、ここにレオナルドがリザ・デル・ジョコンドの肖像画を制作している最中であることが書かれていたのである。1515年にミラノを占拠したフランス王フランソワ1世とボローニャで知遇を得たレオナルドは、1516年に『モナ・リザ』を携えてフランスへと渡った。そしてフランソワ1世が『モナ・リザ』を4,000エキュで買い上げ、これ以降フランス王室の絵画コレクションとしてフォンテーヌブロー宮殿に収蔵されていた。その後フランス王ルイ14世が、『モナ・リザ』を新築させたヴェルサイユ宮殿へと移している。しかしながら1789年に勃発したフランス革命によって、『モナ・リザ』は王室の所有ではなく国民が所有する絵画となり、所蔵場所はパリのルーヴル美術館へと移された。
そして『モナ・リザ』は、フランス以外の国々での公開展示以外に、短期間ではあったがフランス第一帝政時に皇帝ナポレオン・ボナパルトの寝室に飾られたり、大きな戦争が勃発したときに別の場所へ疎開したこともあったが、そのままルーヴル美術館の至宝として展示され続けている。2007年には年間600万以上の人々が、『モナ・リザ』を観るためにルーヴル美術館を訪れた。